# 小池竜暉
小池 竜暉（こいけ りゅうき、2000年8月11日 - ）は、日本の歌手、作詞家、作曲家、編曲家であり、男女7人組のダンス&ボーカルグループ・GENICのメンバー。群馬県出身。エイベックス・クラン所属。

## 経歴

### 2014年
エイベックス・エンタテインメント主催「キラチャレ2014」で BOYS デ☆ビュー賞（歌部門出場）を受賞する。

### 2016年
7月 - ：DJ&ラッパー&ボーカル&ダンサーからなるハイブリッド5人組BE×DUNK（ビーダンク）のメンバーとして活動する。

### 2018年
8月31日：所属していたBE×DUNKが解散。元々楽曲制作は行っていたが、解散を期に本格的に楽曲制作を始める。

### 2019年
6月7日：avexの新たなダンス&ボーカルa-genic PROJECTにRYUKIとして活動する。
11月15日：GENICのメンバーとして1枚目のEP「SUNGENIC ep」を配信リリースし、活動開始する。

### 2020年
2月7日：GENICの2枚目となるEP「MOONGENIC ep」で初めて楽曲制作に携わり、メンバーの西澤呈と共同で作詞・作曲・編曲を手掛けた『UPDATE』、作詞を手掛けた『月夜に馳せる -Acoustic Version-』が配信リリースされる。

### 2021年
3月3日：2020年4月のコロナ禍で外出自粛中の「おうち時間」に、GENICメンバーの西澤呈とTwitter(現在のX)上のやりとりだけで一度も会わずにリモートで共同制作した『来たる春』が配信リリースされる。

### 2023年
9月20日：保育アーティストの出口たかしと共同で作曲した『ぐ～！ぐ～！ぐんまちゃん』を群馬県のマスコットキャラクターであるぐんまちゃんに、作詞を手掛けた『ヒロイン』をにじさんじ所属VTuberの緑仙に楽曲提供したことを皮切りに、自身が所属するGENIC以外への楽曲提供を始める。

### 2024年
1月10日：「ラブライブ!スーパースター!!」に登場する架空の11人組女性スクールアイドルグループLiella!に5thライブテーマソング『シェキラ☆☆☆』を楽曲提供（作曲・編曲）し、自身が制作に携わった曲として初のオリコン1位にランクイン、またLiella!としてもシングル・アルバム通じて初めて首位を獲得した。
6月23日：指原莉乃プロデュースの10人組女性アイドルグループ=LOVEに楽曲提供（作曲・編曲）した17thシングル表題曲『絶対アイドル辞めないで』が、7月31日の発売に先駆けて先行配信された。推しの幸せを願いながらも永遠にアイドルでいてほしいというファンの強い愛情を歌った曲はアイドルファンの垣根を越えて共感を呼び、ストリーミング累計は1,100万回再生超えを記録、さらにTikTokでの楽曲再生数は1億回を突破している。

## 人物
- 愛称は「りゅーき」「りゅーきくん」など[20]。
- 好きな食べ物はナン。一時期は「ナン王子」とGENICのメンバーから呼ばれていたくらいナンが好き[21]。
- 小学4年生までの夢は料理人。元々音楽が好きだったが、親の影響でライブに行くようになり次第に、「今度は自分が歌を通じて、人を感動させる側になりたい」と歌手を目指すようになった[22]。
- 得意なスポーツは野球と空手。小学4年生から中学3年生までの6年間野球部に所属していた。2023年8月3日、プロ野球のロッテ―日本ハム戦（ＺＯＺＯマリンスタジアム）にて、セレモニアルピッチを行った[23]。

## 作品

### 提供楽曲
- GENIC
  - 「UPDATE」作詞・作曲・編曲　※西澤呈と共同制作
  - 「月夜に馳せる」作詞
  - 「FLY」作詞・作曲・編曲　※西澤呈と共同制作
  - 「FUTURES」作詞
  - 「来たる春」作詞・作曲　※作曲のみ西澤呈と共同制作
  - 「春うらら」作詞・編曲　※作詞のみ西澤呈、五戸力と共同制作
  - 「We Gotta Move」作詞　※西澤呈と共同制作
  - 「Aventure」作詞・作曲・編曲　※西澤呈と共同制作
  - 「Supersonic」作詞
  - 「夏の聲」作詞・作曲・編曲
  - 「U&I」作詞・作曲・編曲　※西澤呈と共同制作
  - 「TALK」作詞・作曲・編曲　※作詞・作曲は西澤呈、工藤大輝と共同制作、編曲は奈須野新平と共同制作
  - 「Flavor」作詞・作曲・編曲　※西澤呈と共同制作
  - 「サヨナラの理由」作詞　※西澤呈と共同制作
  - 「New Game!!」作詞
  - 「ラストシーン」作詞・作曲
  - 「FUN! FUN! FUN!」作詞　※増子敦貴、宇井優良梨と共同制作
  - 「IT'S SHOWTIME」作詞　※増子敦貴、雨宮翔と共同制作
  - 「Maison Genic」作詞　※雨宮翔と共同制作
  - 「キスメットフレンズ」作詞　※増子敦貴と共同制作
  - 「We are」作詞　※増子敦貴と共同制作
  - 「Go on」作詞
  - 「STEP BY STEP!!」作詞　※増子敦貴と共同制作
  - 「PARADE!!」 作詞・作曲　※作曲のみ菊池博人と共同制作
  - 「Hurray!!」 作詞・作曲・編曲
  - 「あきらめられないのさ」作詞　※増子敦貴・ペンギンス・neco-kara・田辺望と共同制作

### 外部提供楽曲
- ぐんまちゃん
  - 「ぐ～！ぐ～！ぐんまちゃん」作曲　※出口たかしと共同制作
    - 2023年9月20日配信リリース[24]
    - 2024年6月26日発売　出口たかしのアルバム『たかしのにこにこワンダーランド♪』に収録
- 緑仙
  - 「ヒロイン」作詞
    - 2023年9月20日配信リリース[25]
    - 2023年10月4日発売　緑仙の1stミニアルバム『パラグラム』に収録
- ŹOOĻ
  - 「CONQUEROR」作詞・作曲　※西澤呈と共同制作
    - 2023年12月6日発売　ŹOOĻの2ndアルバム『Źquare』に収録[26]
- Liella!
  - 「シェキラ☆☆☆」作曲・編曲　※Hoffnungと共同制作
    - 2024年1月10日発売　『ラブライブ！スーパースター!! Liella! 5th LoveLive! ～Twinkle Triangle～』テーマソング[27]
    - Liella!としてシングル・アルバム通じて初の首位獲得作品[28]

  - 「ファイティングコール」作曲　※Hoffnung、清水“カルロス"宥人と共同制作
    - 2024年11月13日発売　TVアニメ『ラブライブ！スーパースター!!』3期 第2話挿入歌/第3話挿入歌Bubble Rise / Special Color 【第3話盤】に収録[29]

  - 「罪DA・YO・NE」作曲　※Hoffnungと共同制作
    - 2025年3月26日発売　TVアニメ『ラブライブ！スーパースター!!』3期 Blu-ray第4巻封入特典 録り下ろしLiella! オリジナルソングCD①[30]

  - 「てくてく日和」作曲　※Hoffnungと共同制作
    - 2025年5月28日発売　Liella!の3rdアルバム『Aspire』に収録　
    - 桜小路きな子（CV.鈴原希実）のソロ楽曲
- KALEIDOSCORE
  - 「ニュートラル」作曲・編曲　※Hoffnungと共同制作
    - 2024年4月24日発売　『ラブライブ！スーパースター!!』 KALEIDOSCOREの1stシングル[31]
- =LOVE
  - 「絶対アイドル辞めないで」作曲・編曲　※菊池博人と共同制作
    - 2024年7月31日発売　=LOVEの17thシングル[32]
- 秘密結社holoX（ホロライブ所属）
  - 「ちょ〜ゆめドデッカい！」作詞・作曲　※野口大志と共同制作
    - 2024年7月13日配信リリース
    - 「ドデカミン」 × 「秘密結社holox」キャンペーン達成記念オリジナル楽曲
- 一条莉々華（ホロライブ所属）
  - 「今日も大天才っ！」作詞・作曲・編曲
    - 2024年9月11日配信リリース
    - 一条莉々華の初のオリジナル楽曲
- 白上フブキ（ホロライブ所属）
  - 「SUPERNOVA」作詞・作曲・編曲
    - 2024年10月5日配信リリース
    - 2025年1月15日発売　白上フブキの1stフルアルバム『FBKINGDOM “Blessing”』に収録[33]
    - 楽曲を収録したアルバムはダウンロード・アルバム・チャートで首位を獲得[34]
- i☆Ris
  - 「ビバ☆アイドル！」作詞・作曲・編曲
    - 2025年4月21日配信リリース
    - 2025年4月30日発売　i⭐︎Risの5thフルアルバム『ViVa i☆DOL』に収録[35]
- 藍井エイル
  - 「Wonderer Wanderer」作詞・作曲　※菊池博人と共同制作
    - 2025年3月31日配信　『マジック：ザ・ギャザリング　放浪皇のお花見キャンペーン』キャンペーンソング[36]
- SWEET STEADY
  - 「ぐっじょぶ！」作詞・作曲　※早川博隆と共同制作
    - 2025年4月28日配信リリース[37]
    - 2025年8月20日発売　SWEET STEADYの2ndシングル 『YAKIMOCHI / ぐっじょぶ！』に収録
- Pretty Chuu
  - 「推し変♡キャンセル」作詞・作曲　※めんまと共同制作
    - 2025年5月14日配信リリース[38]
- Natural Lag
  - 「Turning Point」作曲　※花村想太、MEG.ME、Louisと共同制作
    - 2025年7月2日発売　Natural Lagのベストアルバム『Natural Lag Best Album -Turning Point-』に収録
- BUDDiiS
  - 「BLUE SODA」作曲　※KEVINと共同制作
    - 2025年7月30日配信リリース
- fav me
  - 「すきなんかじゃ…にゃい！」作詞・作曲　※早川博隆、加藤祐平と共同制作
    - 2025年8月1日配信リリース[39]
- 前橋ウィッチーズ
  - 「ハピハピになっちゃおっ！」作詞・作曲　※菊池博人と共同制作
    - 2025年9月24日発売　TVアニメ『前橋ウィッチーズ』Blu-ray 第5巻（特装限定版）に収録
    - 三俣チョコ（CV.三波春香）のソロ楽曲[40]
- ぶいすぽっ！
  - 「DIAMOND in the ROUGH」作詞・作曲　※菊池博人と共同制作
    - 2025年11月15日発売　ぶいすぽっ！初のオリジナルアルバム『Songs Collection　"DIAMOND in the ROUGH"』に収録[41]
- 桃鈴ねね（ホロライブ所属）
  - 「カラカラ！」作詞・作曲・編曲
    - 2025年8月14日配信リリース

## 出演

### 舞台
- オフ・ブロードウェイミュージカル「Ordinary Days」、(2023年2月8日-18日、俳優座劇場 他) - ウォーレン役[42][43]

### テレビ
- 小西詠斗と増子敦貴のSDGsクラブ（2023年11月10日、TBSチャンネル1）[44]
- オールスター合唱バトル（2024年7月14日、2024年12月29日、2025年6月8日、フジテレビ） - 令和アイドル合唱団[45][46]、最強ボーイズ合唱団[47]

### ラジオ
- 緑仙 AuDee CONNECT（2023年9月20日、JFN系ネット・AuDee配信）[48]
- TOKYO SPEAKEASY（2024年12月11日、JFN系ネット・AuDee配信）[49]